# Nan Grey
Nan Grey  (ur. 25 lipca 1918, zm. 25 lipca 1993) – amerykańska aktorka filmowa.

## Życiorys
Urodziła się jako Eschal Loleet Grey Miller 25 lipca 1918 roku. W 1934 roku przeniosła się do Hollywood. Jako aktorka zadebiutowała w 1934 roku. Grała w wielu filmach, z tego najbardziej znane to Córka Draculi (1936) i Powrót niewidzialnego człowieka (1940).
Oprócz gry w filmach zagrała też rolę Kathy Marshall w radiowej audycji NBC Those We Love w latach 1938-1945. Próbowała też sił jako aktorka sceniczna.
Prywatnie od 4 maja 1939 była żoną Jacka Westrope'a, z którym miała dwie córki (Pam i Jan). Małżeństwo zakończyło się rozwodem. Jej kolejnym mężem był piosenkarz Frankie Laine, który adoptował jej dzieci. Małżeństwo przetrwało do jej śmierci.
Zmarła 25 lipca 1993 roku na atak serca.

## Filmografia[2]
- The Firebird (1934) jako Alice von Attem
- Babbitt (1934) jako Eunice Littlefield
- The Great Impersonation (1935) jako córka Middletona (niewymieniona w czołówce)
- Złoto Suttera (Sutter's Gold, 1936) jako Ann Eliza Sutter
- Córka Draculi (Dracula's Daughter, 1936) jako Lili
- Sea Spoilers (1936) jako Connie Dawson
- Penny (Three Smart Girls, 1936) jako Joan
- The Jury's Secret (1938) jako Mary Norris
- Danger on the Air (1938) jako Christina 'Steenie' MacCorkle
- Szkoła dla dziewcząt (Girls' School, 1938) jako Linda Simpson
- Three Smart Girls Grow Up (1939) jako Joan Craig
- Tower of London (1939) jako Lady Alice Barton
- Powrót niewidzialnego człowieka (The Invisible Man Returns, 1940) jako Helen Manson
- The House of the Seven Gables (1940) jako Phoebe Pyncheon
- Under Age (1941) jako Jane Baird